# Kassai Erzsébet-legenda mestere

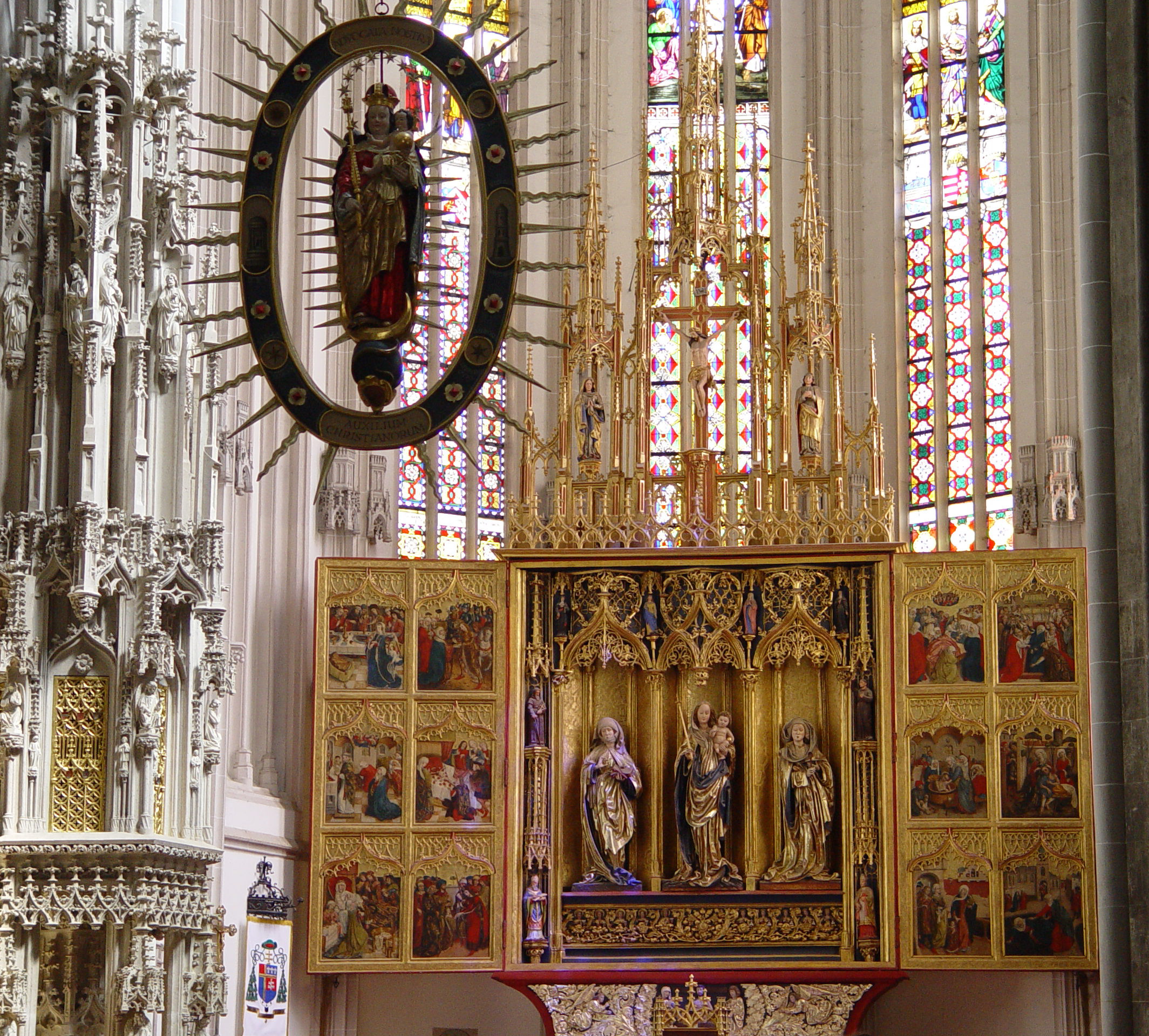
A főoltár

A kassai Erzsébet-legenda mestere 1474–77 között működött festő, a 15. századi magyarországi festészet vezető egyénisége. Neve nem ismert. A kassai Szent Erzsébet-székesegyház főoltárán Szent Erzsébet életének 12 jelenetét festette meg, a főoltár három mestere közül a legkvalitásosabb. Magas művészi felkészültsége külföldi kutatók figyelmét is magára vonzotta. Több külföldi mesterrel hozták kapcsolatba, művészetének párhuzamait osztrák, cseh és német körökben keresték. Lírai hangulatú festő volt, aki a legenda tragikusabb részleteit is gyöngéd részletekkel szőtte át. Az oltárképek nemcsak a legendáról, hanem a középkori mindennapokról is képet nyújtanak. A történet egyszerű kompozícióba rendeztetett. Biztos érzékkel bánt a távlattal, enteriőrök, tájrészletek és városképek váltakoznak.